# Flora (Merelbeke)
Flora is een wijk van de Belgische gemeente Merelbeke. De wijk ligt ruim twee kilometer ten noorden van het centrum van Merelbeke, waarvan het wordt gescheiden door de Ringvaart. Morfologisch sluit de wijk aan bij de wijk Vogelhoek in Melle en de Gentse deelgemeente Gentbrugge en hoort zo tot de stedelijke rand van Gent. Ten westen van Flora loopt de Schelde richting Gent. Flora was gekend voor zijn bloementeelt.

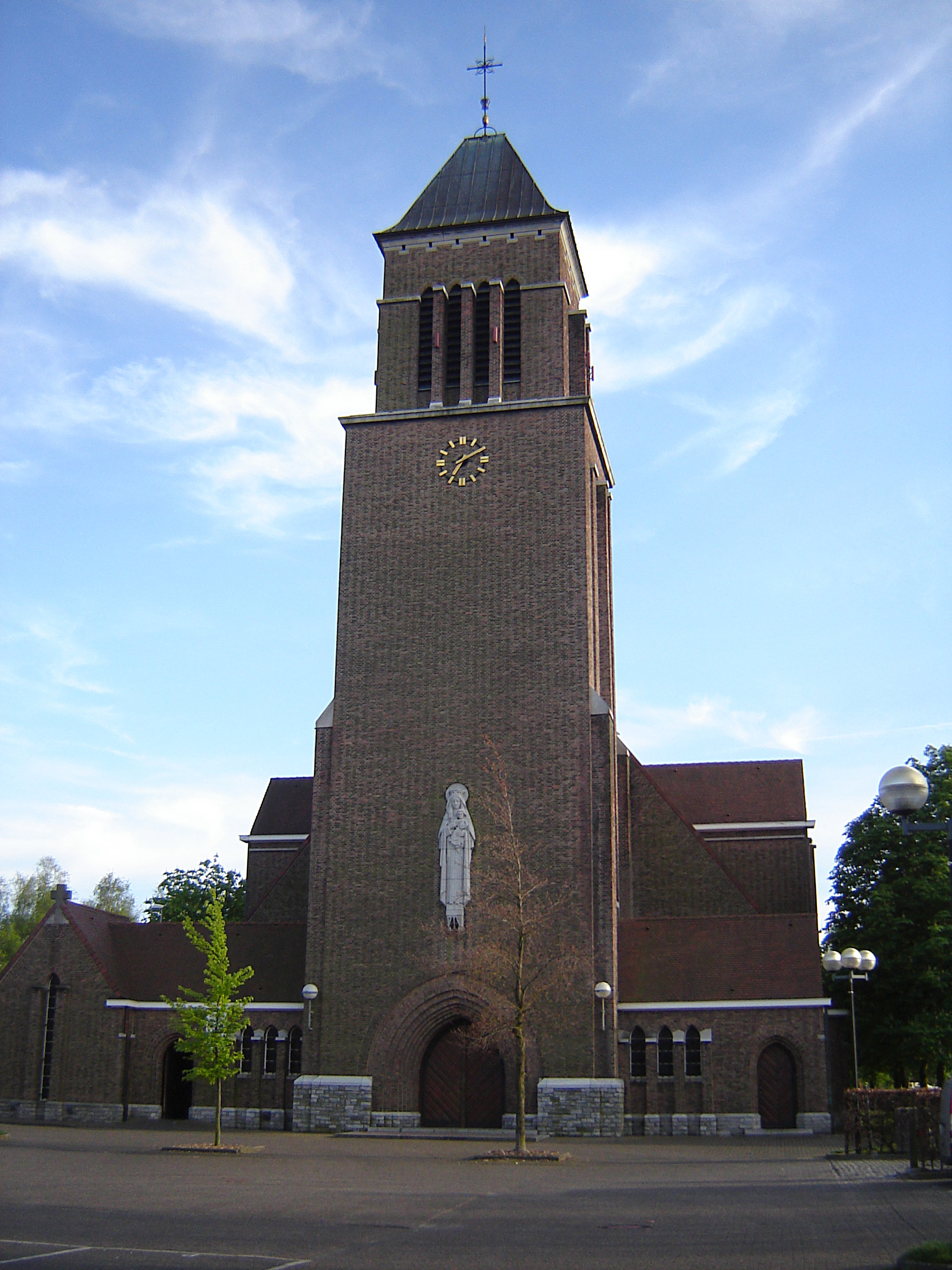
Onze-Lieve-Vrouw van de Rozenkranskerk

## Geschiedenis
De plaats bleef eeuwenlang een landelijk gebied tussen Gent en Merelbeke. Vanaf 1837 werd iets noordelijker van noordwest naar zuidoost de spoorlijnen Gent-Brussel en Gent-Mechelen aangelegd. Langs de lijn opende, op het grondgebied van Gentbrugge het Station Merelbeke.
In de tweede helft van de 19de eeuw kende de Gentse sierteelt een expansie en heel wat Gentse bloemisterijen en tuinbouwbedrijven vestigden zich hier op de Flora en de Vogelhoek.
Vanaf de jaren 20 werd het gebied meer en meer verkaveld en kwamen hier villawijken. In de jaren 30 werd een nieuwe directe spoorlijn Gent-Brussel door de Flora getrokken. In 1944 werd een groot deel van de wijk vernield door twee geallieerde bombardementen die waren gericht op de nabijgelegen spoorweginfrastructuur. In totaal vielen bijna 500 doden. Na de Tweede Wereldoorlog werd de wijk herbouwd en de verstedelijking nam verder toe.
Flora werd een zelfstandig parochie en in 1954 werd een parochiekerk opgetrokken. In de jaren 50 en 60 werd rond het zuiden van Gent de Ringvaart gegraven. Deze waterweg scheidde Flora van het centrum van Merelbeke.

## Bezienswaardigheden
- De Onze-Lieve-Vrouw van de Rozenkranskerk is een moderne zaalkerk met neogotische inslag, gebouwd in 1954. De parochie behoort tot het dekenaat Ledeberg en omvat ook een deel van Melle (langs de Gontrode Heirweg) en een deel van Gent (de straten rond Station Merelbeke).
- Het Liedermeerspark ligt ten westen van de Flora op de rechteroever van de Schelde.

## Verkeer en vervoer
Net ten noorden van de Flora, op het grondgebied van Gentbrugge, staat het Station Merelbeke op spoorlijn 50, de spoorlijn Gent-Brussel die net ten noorden van Flora loopt. In 1943 en 1944 werd het station, toen een draaischijf voor Duits troepen- en munitietransport, meermaals het doelwit van geallieerde bommenwerpers.
Parallel met spoorlijn 50 loopt door Flora de recentere, snelle spoorlijn 50A van Gent naar Brussel.
Ten zuiden van de wijk loopt de Gentse ringsnelweg R4 langs de Ringvaart. Ten westen van de Flora loopt de N444, een zuidelijke uitvalsweg van Gent naar Merelbeke, Gavere en Zwalm.

## Verenigingen
In Flora is als een van de Gentse dekenijen of gebuurten de dekenij 'De Drie Gemeenten' actief, die de plaatselijke middenstand bundelt om de bewoners ook socio-cultureel aan te trekken.